# Rockville (metropolitana di Washington)
Rockville è una stazione della metropolitana di Washington, situata sulla linea rossa; funge anche da stazione per il Maryland Area Regional Commuter (linea Brunswick) e per alcuni treni dell'Amtrak. Si trova a Rockville, in Maryland, sulla Maryland Route 355.
È stata inaugurata il 15 dicembre 1984, contestualmente all'estensione della linea oltre la stazione Van Ness-UDC.
Vi fermano autobus del sistema Metrobus (gestito dalla WMATA) e del sistema Ride On.